# Türbe

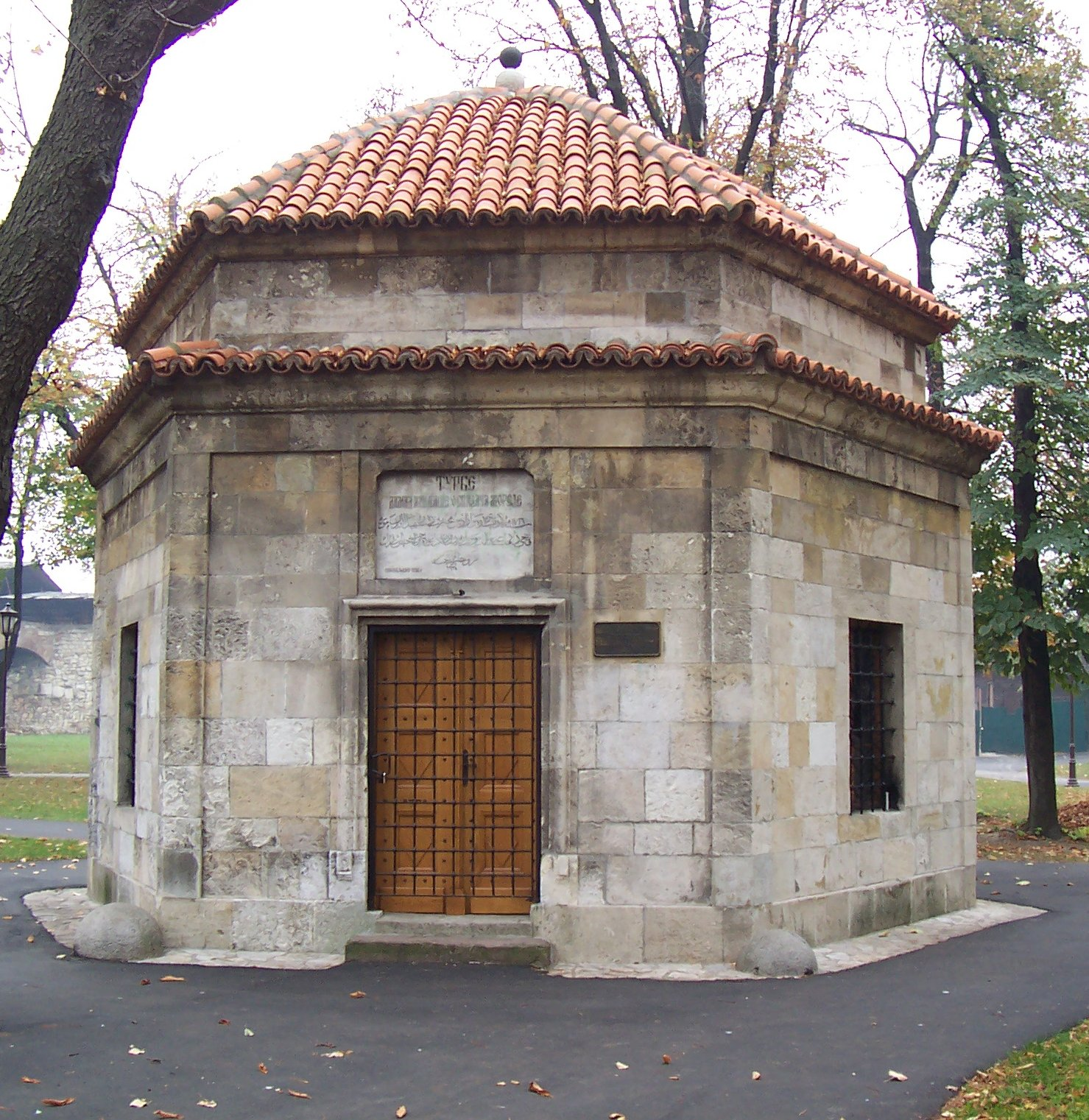
La türbe di Damat Ali Pascià a Belgrado, Serbia.

Türbe significa, in lingua turca, tomba. Si riferisce in particolare ai caratteristici mausolei, spesso relativamente piccoli, dei reali, dei nobili e dei notabili ottomani.
La parola è correlata all'arabo تُرْبَة turbah (che significa "suolo / terreno / terra"), che può anche significare un mausoleo, ma più spesso un complesso funerario o un tracciato in un cimitero.

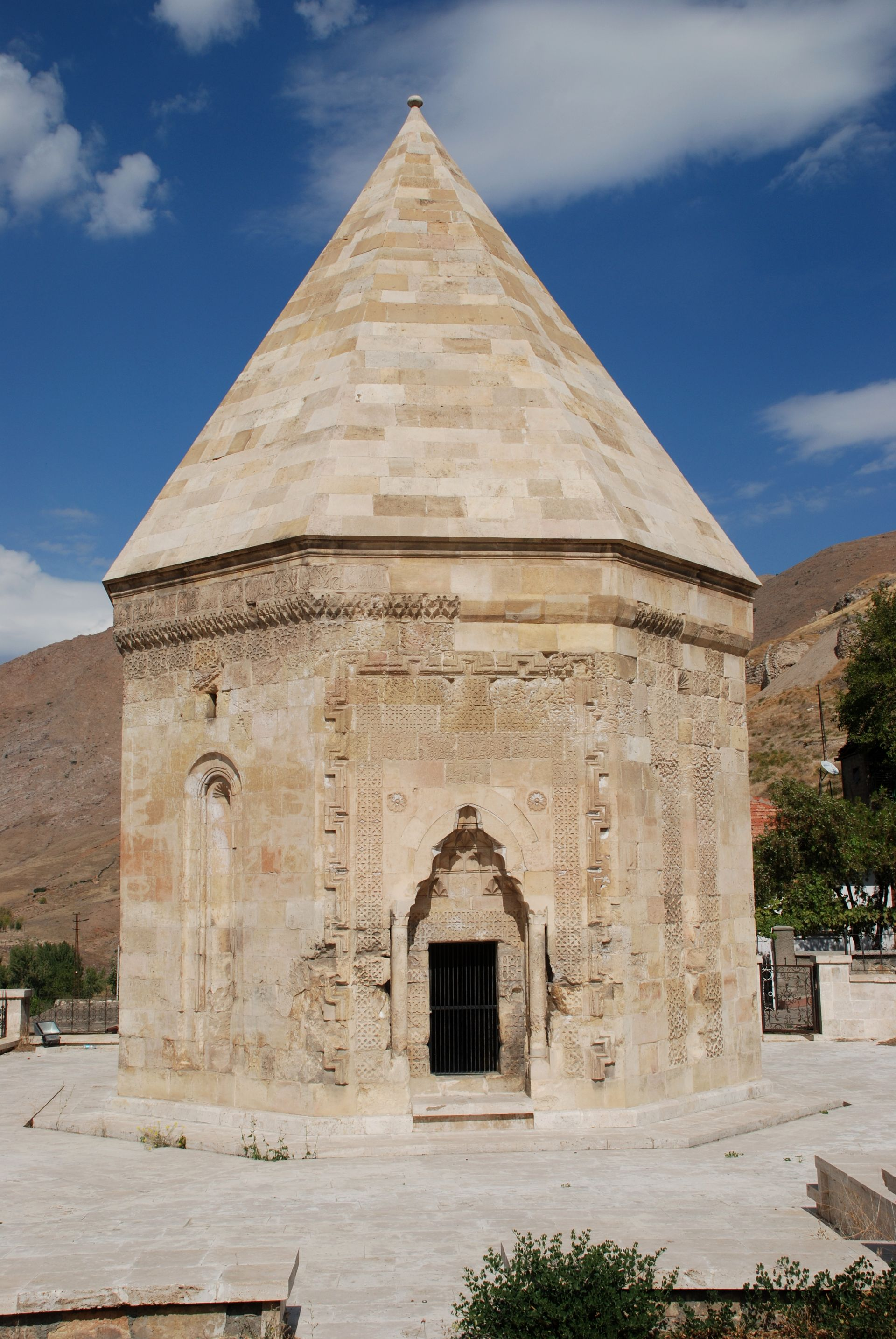
Gli esempi più antichi ed orientali hanno tetti a pareti diritte piuttosto che cupole. Divriği, Turchia centro-orientale. Probabile XIII secolo

Molte türbe sono presenti nella città di Istanbul e furono costruite principalmente dai sultani dell'Impero ottomano.
La città turca di Iconio conserva le più antiche türbe del mondo.

## Caratteristiche

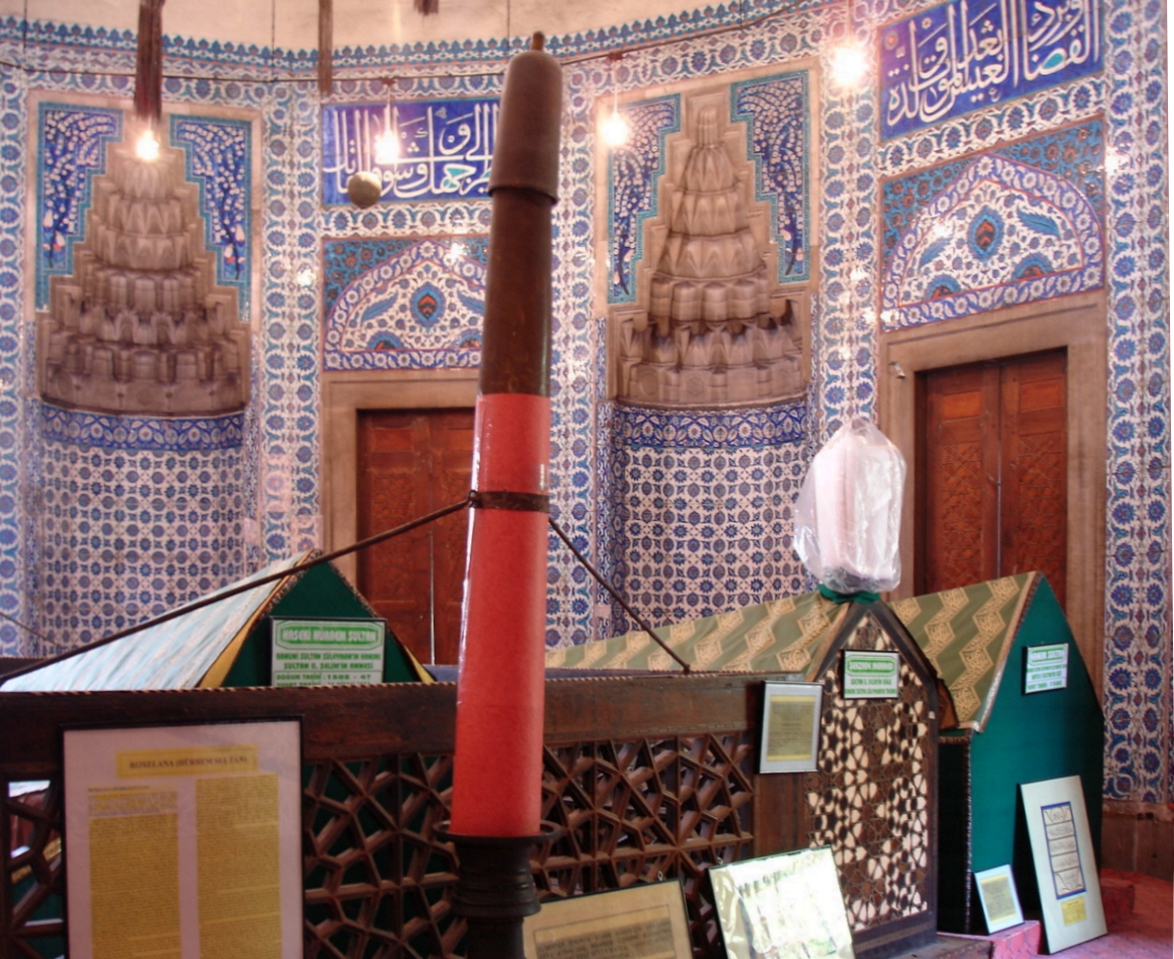
La türbe di Hürrem Sultan († 1558) alla Moschea di Solimano a Istanbul, che mostra piastrelle, sarcofagi drappeggiati, un palo del turbante vuoto e uno con un turbante (protetto da un involucro di plastica)

Tipicamente una türbe si trova all'interno del giardino di una moschea o di un complesso, spesso donato del defunto. Tuttavia, alcune sono più strettamente integrate negli edifici circostanti. Di solito sono edifici relativamente piccoli, spesso di forma esagonale o ottagonale, contenenti un'unica camera, che può essere decorata con piastrelle colorate e con una cupola che sormonta l'edificio. Normalmente sono tenuti chiuse, ma a volte l'interno può essere intravisto attraverso le grate metalliche sopra le finestre o le porte. L'esterno è tipicamente in muratura, a volte con decorazioni in maiolica sopra la porta, ma l'interno contiene spesso ampie aree di piastrelle dipinte, che possono essere della massima qualità.
All'interno, il corpo sepolto riposa in semplici sarcofagi di pietra, spesso con una semplice iscrizione e originariamente coperti da ricchi drappi di stoffa. In generale i sarcofagi sono puramente simbolici e il corpo reale giace sotto il pavimento. Sulla testata della tomba in alcuni esempi un palo di legno era sormontato da un turbante ottomano di stoffa bianca o di pietra per gli uomini.

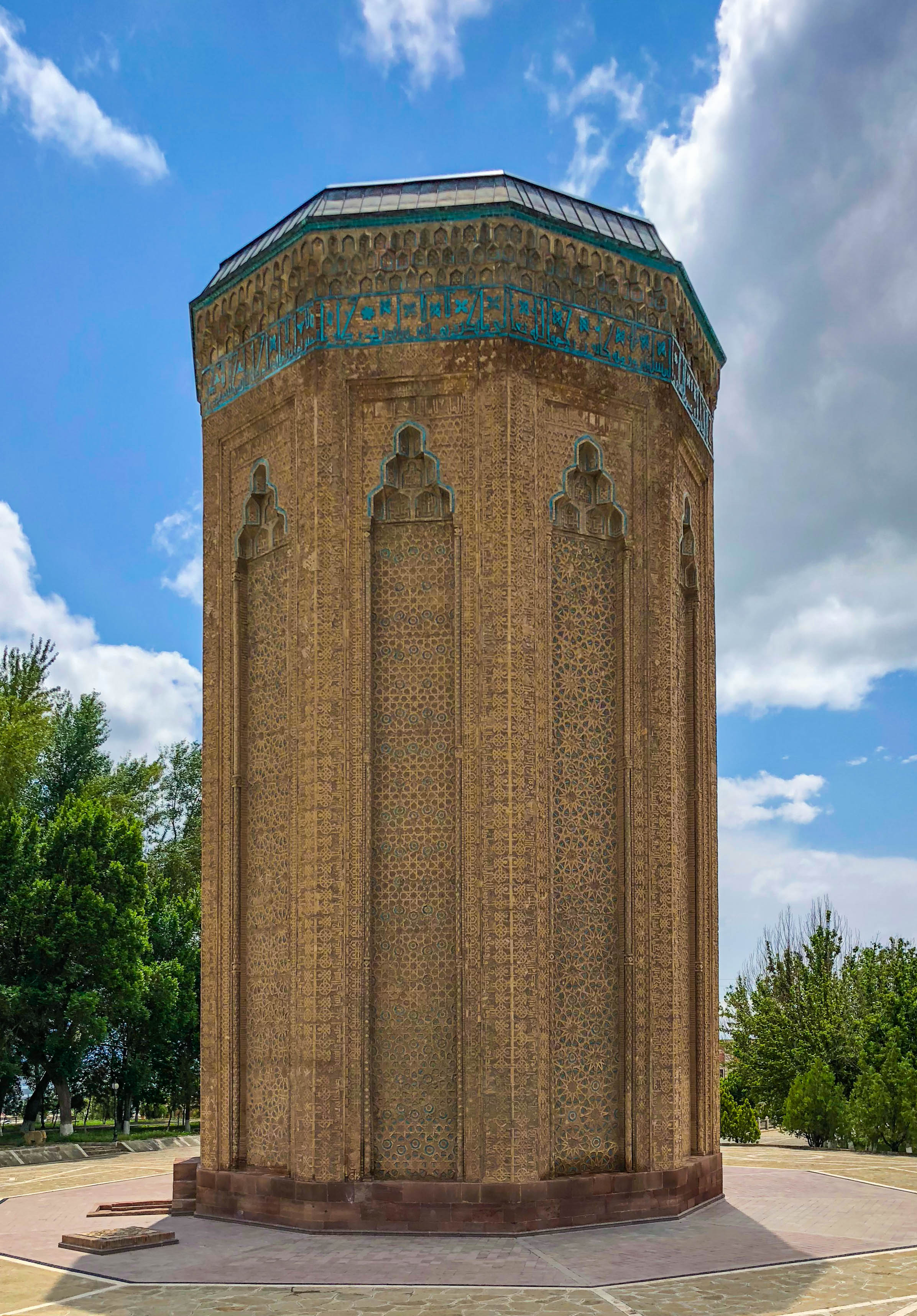
Mausoleo di Momine Khatun a Nakhchivan (1186-1187)

Gli esempi precedenti avevano spesso due o più piani, seguendo l'esempio delle tombe Ilkhanate e persiane su cui si basava lo stile, come la tomba di Malek. Si suppone che lo stile ottomano rifletta anche la forma delle tende utilizzate dai precedenti nomadi ottomani e dai loro successori durante le campagne militari. I sultani spesso costruirono le loro tombe durante la loro vita mentre quelle di altri membri della famiglia e di alcuni sultani furono costruite dopo la loro morte. Il sultano Murad I, assassinato subito dopo la sua vittoria nella battaglia del Kosovo nel 1389, ha una türbe lì, con i suoi organi vitali, mentre il resto è stato riportato nella sua capitale a Bursa, dove ha un'altra türbe.

## Türbe famose
Ad Istanbul sono presenti molte famose türbe  dei vari sultani e notabili dell'Impero ottomano.

### Moschea di Solimano
Il complesso della Moschea di Solimano ha alcune delle più famose, tra cui quella dello stesso Solimano (1550), forse la più splendida türbe ottomana, e quella di sua moglie Hürrem Sultan, che ha piastrelle estremamente raffinate. Vicino al complesso si trova la türbe del suo famoso architetto Mimar Sinan, in quello che era il suo giardino.

### Konya e Bursa
Konya detiene due türbe precedenti, con tetti conici, della dinastia Selgiuchide Rum nella moschea di Alâeddin (dal XII secolo in poi), e la türbe di Jalal ad-Din Muhammad Rumi, che è un importante santuario e punto di pellegrinaggio, proprio come la türbe di Gül Baba a Budapest, Ungheria. Bursa, una capitale dei primi Ottomani prima della conquista di Costantinopoli, detiene le türbe di molti dei primi sultani ottomani tra cui Osman I e suo figlio, il Complesso Muradiye contenente Murad II e molti principi, e la Yeşil Türbe di Mehmed I (morto 1421). Questa è una grande torre a tre piani e il (falso) sarcofago stesso è ricoperto di piastrelle. Insolitamente, gran parte dell'esterno è ricoperto da piastrelle colorate non decorate.

### Bulgaria
In Bulgaria, le türbe eptagonali di santi dervisci come Kıdlemi Baba, Ak Yazılı Baba, Demir Baba e Otman Baba servirono come centri dei Bektashi tekkes (luoghi di raduno) prima del 1826. La türbe di Haji Bektash Veli si trova nell'originale Bektashi tekke (ora un museo) nella città che ora porta il suo nome e rimane un sito per i pellegrini aleviti provenienti da tutta la Turchia.

### Bosnia ed Erzegovina

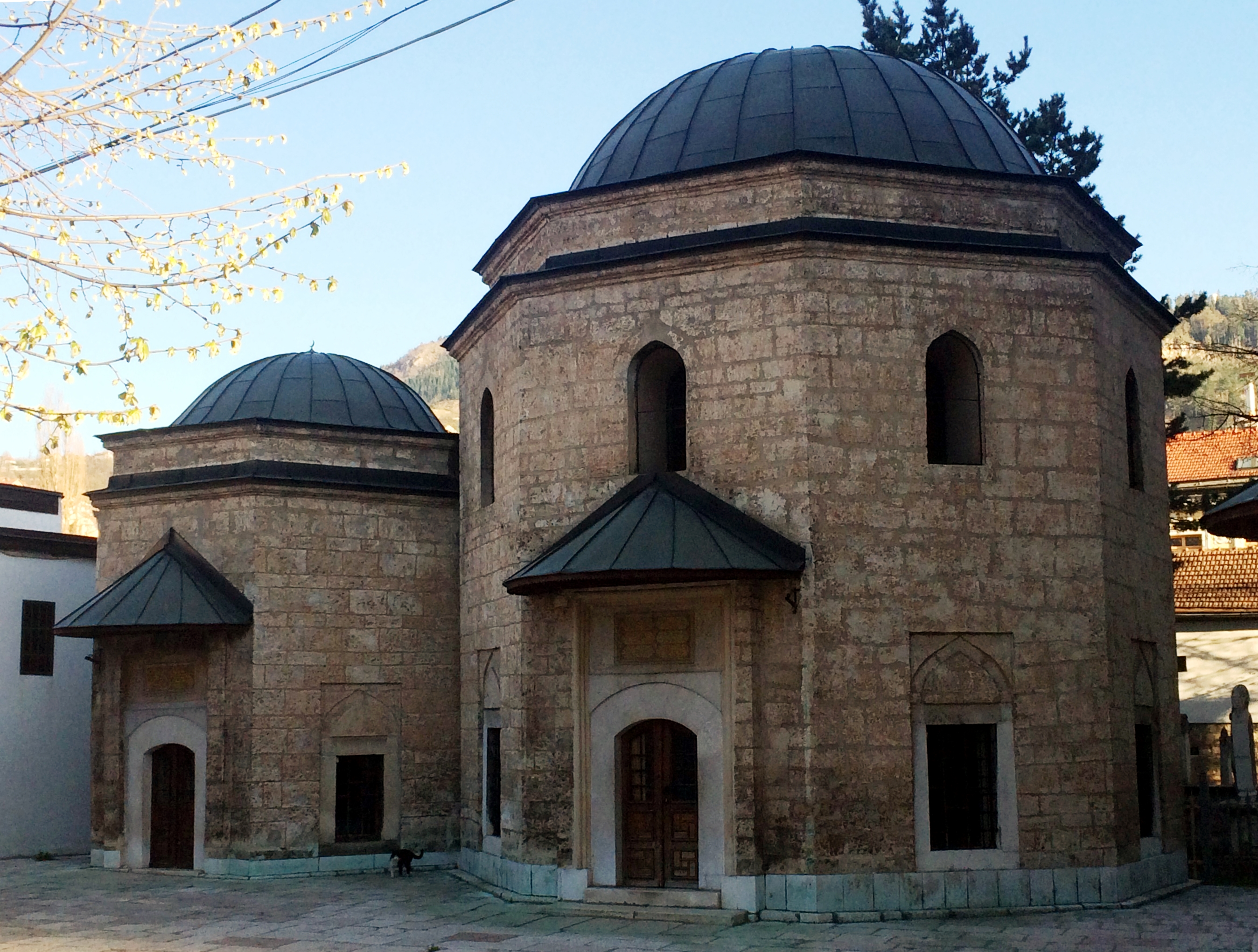
La türbe di Gazi Husrev-beg (1480-1541) nella moschea di Gazi Husrev-beg a Sarajevo

Al culmine dell'impero ottomano, sotto Gazi Husrev-beg Sarajevo, in Bosnia ed Erzegovina, divenne una delle più grandi e importanti città ottomane nei Balcani dopo Istanbul, con il più grande mercato (oggi chiamato Baščaršija) e numerose moschee, che dalla metà del XVI secolo contava più di 100 persone. Nel 1660, la popolazione di Sarajevo era stimata in oltre 80.000. Husrev-beg ha plasmato notevolmente la città fisica, poiché la maggior parte di quella che ora è la Città Vecchia è stata costruita durante il suo regno. La Moschea di Gazi Husrev-beg (bosniaco: Gazi Husrev-begova Džamija, turco: Gazi Hüsrev Bey Camii), è una moschea nella storica piazza del mercato di Sarajevo Baščaršija, ed è stata costruita nel XVI secolo. È la più grande moschea storica della Bosnia ed Erzegovina e una delle strutture ottomane più rappresentative nei Balcani. La türbe di Gazi Husrev-beg si trova nel cortile della moschea.

Le türbe del Gran Visir nel cuore di Travnik

### Ungheria
La türbe di Idrisz Baba si trova a Pécs, in Ungheria, ed è stato costruito nel 1591. Presenta una base ottagonale e un sepolcro a cupola, con finestre inferiori ad arco inflesso e finestre superiori circolari sulla facciata. È uno delle uniche due türbe del suo genere sopravvissuti in Ungheria (l'altro è la Tomba di Gül Baba) e svolge un ruolo importante nel record dell'architettura ottomana in Ungheria
Non si sa molto della persona turca sepolta nella turbe di Idrisz Baba; tuttavia, era considerato un uomo santo con il potere di operare miracoli. Successivamente è stato utilizzato come deposito per la polvere da sparo. La türbe è stata arredato con un mausoleo, un lenzuolo ricamato e un tappetino da preghiera dal governo turco. Sia la türbe di Idrisz Baba che la türbe di Gül Baba sono luoghi di pellegrinaggio per i musulmani.